# Preston-Potter Hollow
Preston-Potter Hollow és una concentració de població designada pel cens dels Estats Units a l'estat de Nova York. Segons el cens del 2000 tenia 374 habitants.

## Demografia
Segons el cens del 2000, Preston-Potter Hollow tenia 374 habitants, 152 habitatges, i 103 famílies. La densitat de població era de 14,3 habitants per km².
Dels 152 habitatges en un 29,6% hi vivien nens de menys de 18 anys, en un 50% hi vivien parelles casades, en un 13,2% dones solteres, i en un 32,2% no eren unitats familiars. En el 27% dels habitatges hi vivien persones soles l'11,8% de les quals corresponia a persones de 65 anys o més que vivien soles. El nombre mitjà de persones vivint en cada habitatge era de 2,46 i el nombre mitjà de persones que vivien en cada família era de 3.
Per edats la població es repartia de la següent manera: un 27,5% tenia menys de 18 anys, un 7% entre 18 i 24, un 21,9% entre 25 i 44, un 30,5% de 45 a 60 i un 13,1% 65 anys o més.
L'edat mediana era de 42 anys. Per cada 100 dones de 18 o més anys hi havia 99,3 homes.
La renda mediana per habitatge era de 33.929 $ i la renda mediana per família de 37.188 $. Els homes tenien una renda mediana de 32.708 $ mentre que les dones 29.583 $. La renda per capita de la població era de 16.679 $. Entorn del 7,6% de les famílies i el 10,2% de la població estaven per davall del llindar de pobresa.